# Protiaropsis minor
Protiaropsis minor is een hydroïdpoliep uit de familie Bythotiaridae. De poliep komt uit het geslacht Protiaropsis. Protiaropsis minor werd in 1911 voor het eerst wetenschappelijk beschreven door Vanhöffen. 